# Нуева Чикаго
Клуб Атлетіко «Нуева Чикаго» (ісп. Club Atlético Nueva Chicago) ― аргентинський футбольний клуб, який представляє район Матадерос, розташований в західній частині Буенос-Айреса. Клуб виступає в Прімері Б Насьйональ, другій за рівнем лізі чемпіонату Аргентини.

## Історія
Клуб було засновано 1 липня 1911 групою молодих людей під назвою «Лос Унідос де Нуева Чикаго» (ісп. Los Unidos de Nueva Chicago). Назву для команди було вибрано за асоціаціями з Матадерос — району Буенос-Айреса з великою кількістю скотобоєнь та з американським містом Чикаго, прозваним «м'ясною столицею США». 
Одне із своїх прізвиськ, «Ель Торіто», клуб отримав на честь відомого боксера 1930-х років Хусто Суареса, який був вихідцем з району Матадерос і носив прізвисько «Ель Торіто де Матадерос». 
Станом на 2014 рік «Нуева Чикаго» провів шість сезонів в Прімері, головній аргентинській футбольній лізі: один сезон в 1982-83 роках, з 2001 по 2004 рік і сезон 2006/07. За підсумками 2014 року «Нуева Чикаго» домігся повернення до Прімери, однак втриматися в еліті не зумів і з 2016 року знову виступає в Прімері Б Насьйональ.

## Досягнення
- Віце-чемпіон Аргентини в аматорську епоху (1): 1925
- Віце-чемпіон Аргентини в змішаному чемпіонаті аматорів і професіоналів (AFAP) (1): 1933
- Чемпіон другого за рівнем дивізіону Аргентини з футболу (3):
  -  Прімера Б (1): 1930
  -  Дивізіон Б (1): 1981
  -  Прімера Б Насьйональ (1): 2006 (Клаусура)
- Чемпіон третього за рівнем дивізіону Аргентини з футболу (2):
  -  Прімера В (1): 1940
  -  Прімера В Метрополітана (1): 2013/2014